# Фукс, Вивиан
Сэр Вивиан Эрнест Фукс (англ. Sir Vivian Ernest Fuchs; 11 февраля 1908 — 11 ноября 1999) — британский полярный исследователь, член Лондонского королевского общества (статут 12; 1974), экспедиция под руководством которого впервые в истории пересекла Антарктиду в 1958 году.

## Биография
Родился в городке Фрешуотер на острове Уайт в Англии. Сын Эрнста Фукса, германского эмигранта родом из Йены, и его жены, британки Виолет Уотсон. Образование получил в колледже Брайтона и Святого Джона. Получил специальность геолога, реализовав таким образом своё стремление к естественнонаучным исследованиям. Отправился в свою первую экспедицию в Гренландию в 1929 году вместе со своим преподавателем Джеймсом Уорди. После окончания учебы отправился вместе с экспедицией Кембриджского колледжа изучать геологию Африканских озёр с точки зрения климатических изменений. После этого он присоединился к экспедиции антрополога Луиса Лики на Олдувай.
В 1933 году Фукс женился на своей двоюродной сестре Джойс Коннел. Джойс, которая также была путешественницей, сопровождала Вивиана во время экспедиции на озеро Туркана (ныне озеро Рудольф) в 1934 году. Результаты этой экспедиции, во время которой они потеряли двух своих спутников, принесли Фуксу научную степень в Кембридже в 1937 году.
В 1936—1938 годах участвовал в ещё одной экспедиции в Африку, в район озера Руква в южной части Танганьики, после чего поступил на военную службу. Во время Второй мировой войны служил в Северной Африке и был демобилизован в 1946 году в звании майора. Возглавлял Британскую антарктическую экспедицию 1947—1950 годов и затем, совместно с Эдмундом Хиллари, — Британо-новозеландскую антарктическую экспедицию 1956—1958 годов, которой впервые удалось пересечь Антарктиду. После успешного завершения экспедиции был назначен директором Британского антарктического института, который возглавлял до 1973 года. После смерти супруги в 1990 году вступил в брак со своей ассистенткой, с которой прожил последние годы.